# Astéroïde de type X

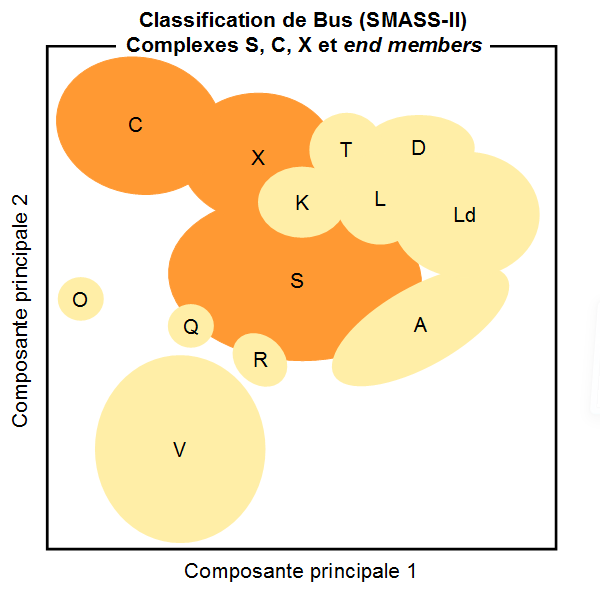
Complexes S, C et X et autres types dans l'espace des composantes principales 1 et 2 de la classification de Bus.

Dans le cadre de l'étude spectrale des astéroïdes, le complexe X (antérieurement groupe X ou, de manière courante mais ambigüe, classe X ou type X) et le type X sont deux notions distinctes utilisées par plusieurs classifications spectrales.
La notion de complexe X est explicitement apparue dans la classifications de Bus (ou SMASS-II) en 1999, conjointement à celles de complexe S et de complexe C, et correspond à un ensemble de plusieurs types apparentés. Dans les classifications de Bus (1999) et de Bus-DeMeo (2009), on y retrouve un type X situé au cœur du complexe (dans l'espace des propriétés spectrales), et d'autres types (ou sous-types) notés par un système à deux lettres (Xe par exemple). Elle est l'héritière directe de la notion de groupe X introduite en 1984 par David J. Tholen, mais qui repose sur une subdivision très différente en types E, M, et P. Il n'existe pas à proprement parler de type X dans la classification de Tholen.
À fin 2023, la base de données « Small-Body Database » du Jet Propulsion Laboratory compte 1666 astéroïdes pour lesquels le type SMASS-II (classification de Bus) est renseigné, dont 289 astéroïdes appartenant au complexe X (17 %),.

## Description générale du complexe
| Classification | Ensemble   | Types associés       | Remarques |
| -------------- | ---------- | -------------------- | --- |
| Tholen         | Groupe X   | E, M, P              | - le groupe X de Tholen est plus ou moins équivalent au complexe X de Bus ou Bus-DeMeo mais avec un découpage très différent - les types E, M et P y sont distingués seulement par les valeurs d'albédo, respectivement élevé, moyen ou faible - le groupe X a initialement été créé pour pouvoir classer les astéroïdes pour lesquels l'information sur l'albédo était manquante |
| Bus (SMASS-II) | Complexe X | X, Xc, Xk, Xe (+ Xn) | - les deux classifications ont le même découpage du complexe X, mais les définitions précises de chaque type diffèrent et par suite l'attribution de certains astéroïdes - le type X correspond au cœur du complexe (au sens de zone de forte concentration dans l'espace des données spectrales) - les types Xc et Xk peuvent être vus comme des transitions avec les types C et K ; le type Xe présente des similitudes avec le type E de Tholen - un type Xn a été ajouté en 2019 à la classification de Bus-DeMeo |
| Bus-DeMeo      | Complexe X | X, Xc, Xk, Xe (+ Xn) | - les deux classifications ont le même découpage du complexe X, mais les définitions précises de chaque type diffèrent et par suite l'attribution de certains astéroïdes - le type X correspond au cœur du complexe (au sens de zone de forte concentration dans l'espace des données spectrales) - les types Xc et Xk peuvent être vus comme des transitions avec les types C et K ; le type Xe présente des similitudes avec le type E de Tholen - un type Xn a été ajouté en 2019 à la classification de Bus-DeMeo |

## Propriétés

### Description spectrale du complexe et des types associés
Une opposition fondamentale distingue :
- d'un côté le complexe S et quelques types secondaires (types A, O, Q, R, V notamment), avec des spectres présentant un relief bien marqué, caractérisé par un gradient spectral plus ou moins rouge dans le visible et des absorptions plus ou moins marquées vers 1 et 2 μm ;
- de l'autre le complexe C, le complexe X et quelques types secondaires (types T et D notamment), avec des spectres présentant un relief peu marqué.

Dans ce cadre, le complexe X se distingue du complexe C par un gradient tendanciellement plus rouge dans le visible et par d'éventuelles spécificités plus fines propres à tel ou tel type et différentes suivant la classification (albédo pour Tholen, petites marques d'absorption pour Bus ou Bus-DeMeo, courbures dans l'infrarouge pour Bus-DeMeo). Il se distingue des types T ou D par un gradient moins rouge à la fois dans le visible puis dans l'infrarouge.

### Hypothèses de composition et de liens avec les météorites
Bien que présentant des similitudes spectrales, il est probable que les astéroïdes du groupe X possèdent des compositions et des origines variées[réf. nécessaire] susceptibles d'expliquer les grandes différences d'albédo ou les petites singularités de certains types.
Les spectres du type Xe peuvent contenir une bande d'absorption autour de 0,5 μm, ce qui pourrait indiquer la présence de troïlite (FeS)[réf. nécessaire].

## Type Xn
Une étude coordonnée par Richard P. Binzel et publiée en 2019 sur les propriétés spectrales des astéroïdes géocroiseurs (NEA) a conduit les auteurs à proposer une 25e classe pour la classification de Bus-DeMeo, rattachée au complexe X et notée Xn. Les astéroïdes concernés (6 dans le cadre de l'étude) présentent une absorption étroite centrée sur 0,9 μm, jusque-là non distinguée. L'astéroïde de la ceinture principale (44) Nysa présente un spectre comparable ce qui a conduit à choisir la dénomination Xn.

## Exploration
Les deux astéroïdes (2867) Steins (de type E au sens de Tholen) et (21) Lutèce (de type M au sens de Tholen et de types Xk ou Xc au sens de Bus ou de Bus-DeMeo) ont été survolés en 2008 et 2010 par la sonde européenne Rosetta alors en route vers la comète 67P/Tchourioumov-Guérassimenko. Voir sections Exploration des astéroïdes de type E et Exploration des astéroïdes de type M. On peut également mentionner l'astéroïde (65803) Didymos (survolé en 2022 par la sonde DART avant son impact sur son satellite Dimorphos), d'abord considéré comme étant de type Xk au sens de Bus, mais aujourd'hui plus souvent considéré comme étant de type S au sens de Bus-DeMeo, à la suite de l'acquisition de données spectrales complémentaires dans l'infrarouge.

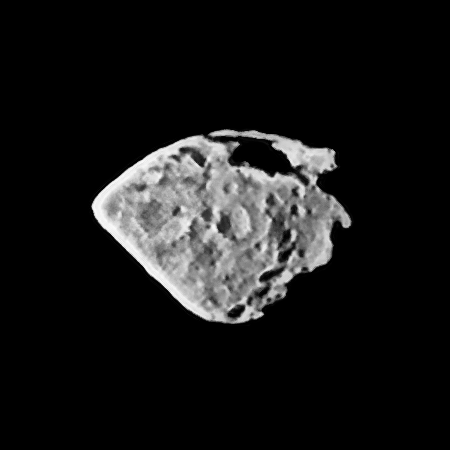
(2867) Šteins, de type E au sens de la classification de Tholen.
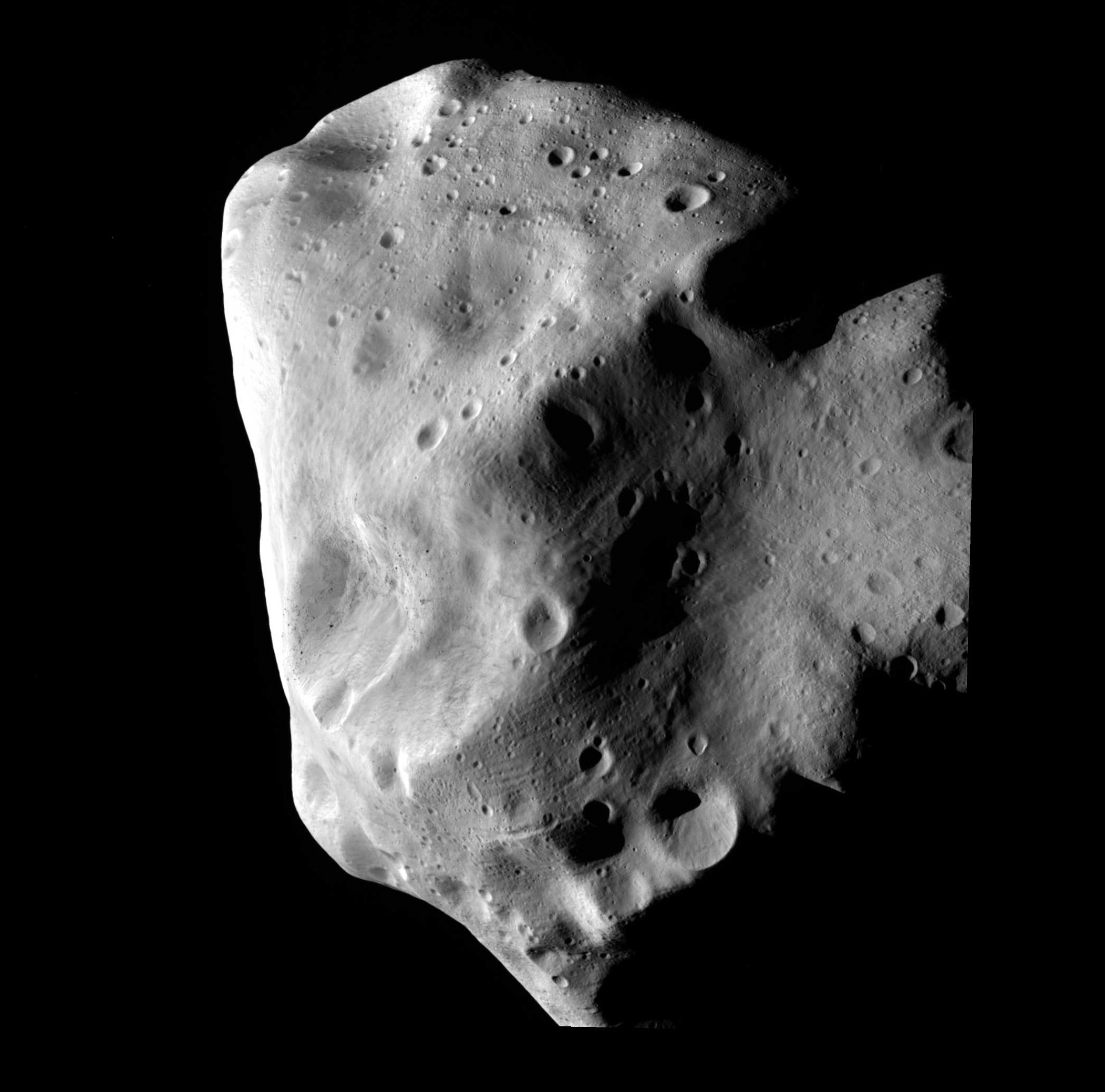
(21) Lutèce, de type M au sens de la classification de Tholen et de type Xc au sens de celle de Bus-DeMeo.